# Епешед
Епешед (фр. Espéchède) насеље је и општина у југозападној Француској у региону Аквитанија, у департману Атлантски Пиринеји која припада префектури По.
По подацима из 2011. године у општини је живело 162 становника, а густина насељености је износила 17,38 становника/km². Општина се простире на површини од 9,32 km². Налази се на средњој надморској висини од 341 метар (максималној 354 m, а минималној 313 m).

## Демографија
| 1962. | 1968. | 1975. | 1982. | 1990. | 1999. | 2011. |
| ----- | ----- | ----- | ----- | ----- | ----- | ----- |
| 153   | 156   | 157   | 141   | 152   | 142   | 162   |

График промене броја становника у току последњих година